# Arctowski Peninsula
Arctowski Peninsula är en udde i Antarktis. Den ligger i Västantarktis. Argentina, Chile och Storbritannien gör anspråk på området.
Terrängen inåt land är bergig åt nordost, men åt sydväst är den kuperad. Terrängen runt Arctowski Peninsula sluttar norrut. Trakten är obefolkad. Det finns inga samhällen i närheten.